# Bistum Sale
Das Bistum Sale (lateinisch Dioecesis Saliensis, englisch Diocese of Sale) ist eine in Australien gelegene römisch-katholische Diözese mit Sitz in Sale.

## Geschichte
Das Bistum Sale wurde am 10. Mai 1887 durch Papst Leo XIII. aus Gebietsabtretungen des Erzbistums Melbourne errichtet und diesem  als Suffraganbistum unterstellt.

## Bischöfe von Sale
- James Francis Corbett, 1887–1912
- Patrick Phelan, 1912–1925
- Richard Ryan CM, 1926–1957
- Patrick Francis Lyons, 1957–1967
- Arthur Francis Fox, 1967–1981
- Joseph Eric D’Arcy, 1981–1988, dann Erzbischof von Hobart
- Jeremiah Joseph Coffey, 1989–2008
- Christopher Prowse, 2009–2013, dann Erzbischof von Canberra-Goulburn
- Patrick Michael O’Regan, 2014–2020, dann Erzbischof von Adelaide
- Gregory Charles Bennet, seit 2020